# Melese punctata
Melese punctata är en fjärilsart som beskrevs av Rothschild 1909. Melese punctata ingår i släktet Melese och familjen björnspinnare. Inga underarter finns listade i Catalogue of Life.